# Buffalo Sabres
Buffalo Sabres er et professionelt ishockeyhold der spiller i den bedste nordamerikanske række NHL. Klubben spiller sine hjemmekampe i KeyBank Center i Buffalo, New York.
Holdet har været Stanley Cup-finalister tre gange (1975, 1980, 1999) uden at vinde.

## Nuværende spillertrup
Pr. 7. oktober 2008.
Målmænd
- 30  Ryan Miller
- 35  Jocelyn Thibault
- 40  Patrick Lalime

Backer
- 5  Toni Lydman
- 6  Jaroslav Spacek
- 10  Henrik Tallinder – A
- 27  Teppo Numminen
- 34  Mike Weber
- 38  Nathan Paetsch
- 44  Andrej Sekera
- 52  Craig Rivet – C

Forwards
- 9  Derek Roy
- 12  Ales Kotalik
- 19  Tim Connolly – A
- 20  Daniel Paille
- 21  Drew Stafford
- 22  Adam Mair – A
- 26  Thomas Vanek
- 28  Paul Gaustad
- 29  Jason Pominville
- 36  Patrick Kaleta
- 37  Michael Ryan
- 41  Clarke MacArthur
- 55  Jochen Hecht – A
- 61  Maxim Afinogenov
- 76  Andrew Peters

## 'Fredede' numre
- 2 Tim Horton, D, 1972-74, nummer fredet 15. januar 1996
- 7 Rick Martin, LW, 1971-81, nummer fredet 15. november 1995
- 11 Gilbert Perreault, C, 1970-86, nummer fredet 17. oktober 1990
- 14 Rene Robert, RW, 1972-79, nummer fredet 15. november 1995
- 16 Pat LaFontaine, C, 1991-97, nummer fredet 3. marts 2006
- 18 Danny Gare, RW, 1974-81, nummer fredet 22. november 2005
- 99 Wayne Gretzky, nummer fredet i hele NHL 6. februar 2000